# ممرایز
مِمرایز (به انگلیسی: Memrise) یک ابزار یادگیری آنلاین است که دوره‌های درسی آن توسط مردم نوشته می‌شود. درس‌های آن عمدتاً برای یادگیری زبان است اگرچه استفاده‌های آکادمیک و غیرآکادمیک دیگری نیز از آن می‌شود (همچون فرهنگ عامه). ممرایز با استفاده از فلش کارت‌های یادیار -که عمدتاً توسط جمع‌سپاری تهیه شده- سعی در افزایش سرعت یادگیری و آسان تر کردن آن دارد.

ممرایز توسط ادکوک، استاد بزرگ حافظه، و جرج دتره، عصب‌پژوه متخصص در علم حافظه و فراموشی از دانشگاه پرینستون، تأسیس شده است.

## انتشار
ممرایز در سال ۲۰۱۱ توسط ام‌اس‌ان‌بی‌سی ،گیزمودو، مجله نقد و بررسی فناوری MIT و بخش AOL دیلی فایننس  مورد بررسی قرار گرفت.